# Enicospilus ancilospilus
Enicospilus ancilospilus är en stekelart som beskrevs av Cameron 1911. Enicospilus ancilospilus ingår i släktet Enicospilus och familjen brokparasitsteklar. Inga underarter finns listade i Catalogue of Life.